# Ariel Colonomos
 (septembre 2017).
Ariel Colonomos, né en 1966, directeur de recherche du CNRS au Centre de recherches internationales (CERI), et membre de la faculté permanente de Sciences Po Paris. Il enseigne la théorie politique, les lois de la guerre et les théories des relations internationales à l'école de la recherche de Sciences Po et à PSIA (Paris School of International Affairs).

## Biographie

### Formation
Ariel Colonomos, né en 1966 à Caracas a grandi à Paris. Son père, ingénieur, était originaire de Monastir (aujourd'hui Bitola en Macédoine du Nord), sa mère, psychanalyste, de Milan. Il a été un proche de la psychanalyste Eliane Amado Levy-Valensi, avec laquelle il a étudié.
Il a été diplômé d'une maîtrise de gestion en 1988, à l'Université Paris-Dauphine, puis d'une maîtrise de philosophie à l'université Paris 10 Nanterre en 1990. Diplômé de Sciences-Po Paris en 1991, il obtient son doctorat en science politique en 1996, dans le même établissement,. En 2006, il défend son habilitation à diriger des recherches, également à Sciences Po.

### Carrière universitaire
Il a intégré le CNRS et a rejoint le Centre de recherches internationales, une unité de recherche commune à Sciences Po Paris et au CNRS, en 1998. Il est membre de l'école doctorale de Sciences Po depuis 2008,.
Au cours des années 2005 à 2007, il a été invité à plusieurs reprises comme professeur à la School of International and Public Affairs de l'Université Columbia, notamment à l'Institute of War and Peace Studies (IWPS) dans le département de science politique, où il a enseigné les questions d'éthique en relations internationales (Ethical issues in international affairs).
Il enseigne à Sciences Po depuis 1995. Ces dernières années, il a enseigné principalement à l’école de la recherche, dans le master de science politique en relations internationales et en théorie politique. Depuis 2015, il enseigne un cours sur l’éthique de la guerre à l’Ecole des Affaires Internationales de Sciences Po.

### Autres activités
Il a été co-responsable de deux domaines des Presses de Sciences Po : du domaine Mondes avec la chercheuse du CESSMA Laetitia Bucaille ; et du domaine Normes et sociétés avec le chercheur en éthique économique et sociale Axel Gosseries et le sociologue Patrick Pharo,.
Il est également membre des comités de rédaction des revues International Political Sociology, éditée par Oxford University Press sur les liens entre sociologie et études des relations internationales, et de Raisons Politiques.revue thématique de théorie politique, publiée par le CNL et l'Ecole doctorale de Sciences Po.
Jusqu'en juin 2015, il a  régulièrement publié des articles sur son blog dédié du Huffington Post,. Il a également publié articles et entretiens dans Le Monde et Libération.
À Sciences Po, il fait partie du Cercle des Humanités Politiques

## Sujets de recherche
Son travail est marqué par une approche pluridisciplinaire, cherchant à faire le lien entre philosophie et sciences sociales, et ses premières publications traitent du rôle des forces transnationales dans la politique internationale, notamment les groupes religieux.
À partir de la fin des années quatre-vingt-dix, il traite de l'éthique des relations internationales et les lois de la guerre. Il a alors notamment travaillé sur la guerre préventive en s'interrogeant sur la possibilité de justifier des guerres ou des frappes anticipatoires. La notion de prévention supposant de faire un pari sur le futur, il développe ses recherches vers l'étude des prédictions et des prévisions, se concentrant sur les conditions de réalisation des futurs en politique.
Dans le prolongement de ses recherches sur les lois de la guerre, il travaille sur l'idée du "prix de la vie", en étudiant les négociations de libération d'otages, l'usage de la norme de proportionnalité et les réparations des injustices historiques. Dans le contexte de la pandémie de Covid-19, il applique cette réflexion à l'analyse des réponses aux pandémies.
Revenant dans les années 2020 sur le rapport entre philosophie et sciences sociales, il approfondit ses recherches sur les relations entre forme et contenu dans les sciences humaines. Il interroge dans ce travail la dimension esthétique du travail universitaire, et les implications de celle-ci dans la définition du savoir. À la suite de Hayden White, il souligne que le travail universitaire, bien que de spécialiste, peut avoir les attributs de la beauté, ce qui contribue aux choix d'écriture et de carrière des chercheurs.

## Considérations sur l'éthique de la guerre
Dans l'article  Robots on the ground : à quand l'atterrissage de robots ?, Ariel Colonomos considère que le problème des pertes humaines lors des campagnes et opérations aériennes de bombardement se pose en ces termes : d'un côté, les technologies d'armement (avions, missiles...) devenant plus précises au cours du temps, les bombardements d'aujourd'hui sont (selon lui) plus précis, ce qui devrait limiter les pertes civiles par frappe ; d'un autre côté, les gouvernements et leurs armées veulent préserver la vie de leurs pilotes, donc les font voler à haute altitude ; or cela limite la précision des frappes et donc accroît le risque des victimes civiles, alors que voler à basse altitude ferait décroître ce risque. Selon Colonomos, la technologie des drones pose deux problèmes : la question de la souveraineté nationale des États dont le territoire est frappé, et la pratique américaine des signature strikes, c'est-à-dire l'établissement de cibles à partir d'algorithmes de probabilité, sans même être certain de qui sont les individus ciblés et tués ou s'ils sont vraiment des ennemis - ainsi les drones « diluent le principe de responsabilité dans la guerre ».
Il considère par ailleurs que l'emploi, dans un futur plus ou moins proche, d'armes autonomes (c'est-à-dire de robots) dans les airs ou sur le sol, pose la question de la responsabilité en cas d'erreurs de ciblage, ou de frappe disproportionnée. Il en détaille les conséquences qui en découleront selon lui : la diminution des pertes humaines dans les armées ; la révolution de la culture militaire (notamment concernant les valeurs du courage et du sacrifice) ; la multiplication d'opérations militaires qui auraient été auparavant considérées trop coûteuses en pertes humaines ; la prolifération de ces armes et leur emploi par des groupes armés non-étatiques, voire des groupes terroristes. Par conséquent, pour Colonomos, la question pressante des drones et des armes autonomes qui poussera l'humanité devant des faits accomplis doit la conduire à repenser la responsabilité administrative des forces armées.

## Ouvrages
- Le beau savoir – Pour une esthétique des sciences humaines, Paris, Albin Michel, 2023.
- Pricing Lives – The Political Art of Measurement, Oxford, Oxford University Press, 2023.
- Un prix à la vie – le défi politique de la juste mesure, Paris Puf, 2020.
- Selling the Future – The Perils of Predicting Global Politics, Hurst and Oxford University Press, 2016 (reviewed in Ethics & IA)– recipient of the Ethics Book Award (International Studies Association).
- La politique des oracles – Raconter le futur aujourd’hui, Paris, Albin Michel, 2014.
- The Gamble of War: Is it Possible to Justify Preventive War ?, Palgrave 2013.
- Le Pari de la guerre – guerre préventive, guerre juste ?, Paris, Denoël, 2009.
- Moralizing International Relations: Called to Account, Palgrave, 2008.
- La Morale dans les relations internationales - Rendre des comptes, Paris, Odile Jacob, 2005.
- Églises en réseaux - Trajectoires politiques entre Europe et Amérique, Paris, Presses de Sciences Po, 2000.